# Daniel Borimirov
Daniel Borimirov est un footballeur bulgare né le 15 janvier 1970 à Vidin.

## Carrière
- 1987-1990 : Bdin Vidin  Bulgarie
- 1990-1995 : Levski Sofia  Bulgarie
- 1995-déc. 2003 : TSV Munich 1860  Allemagne
- Janv. 2004-2008 : Levski Sofia  Bulgarie

## Palmarès
- Champion de Bulgarie : 1992–93, 1993–94, 1994–95, 2005–06, 2006–07
- Vainqueur de la Coupe de Bulgarie : 1990–91, 1991–92, 1993–94, 2004–05, 2006–07
- Vainqueur de la Supercoupe de Bulgarie : 2005, 2007
- Footballeur bulgare de l'année : 2005
- 69 sélections et 5 buts avec l'équipe de Bulgarie entre 1993 et 2005[1].